# Liste des femmes les plus puissantes du monde selon Forbes

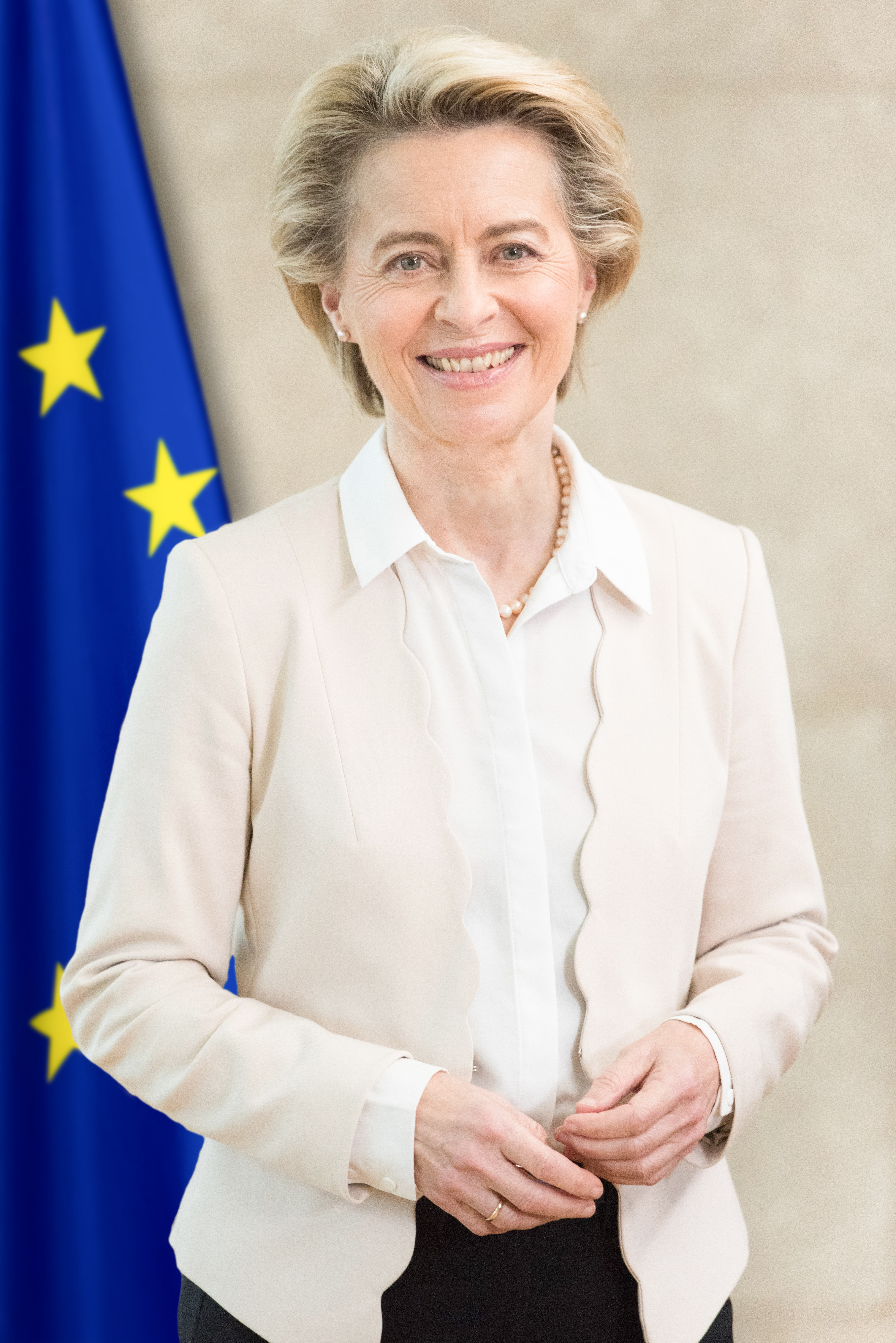
Ursula von der Leyen est considérée comme la femme la plus puissante du monde depuis 2022.

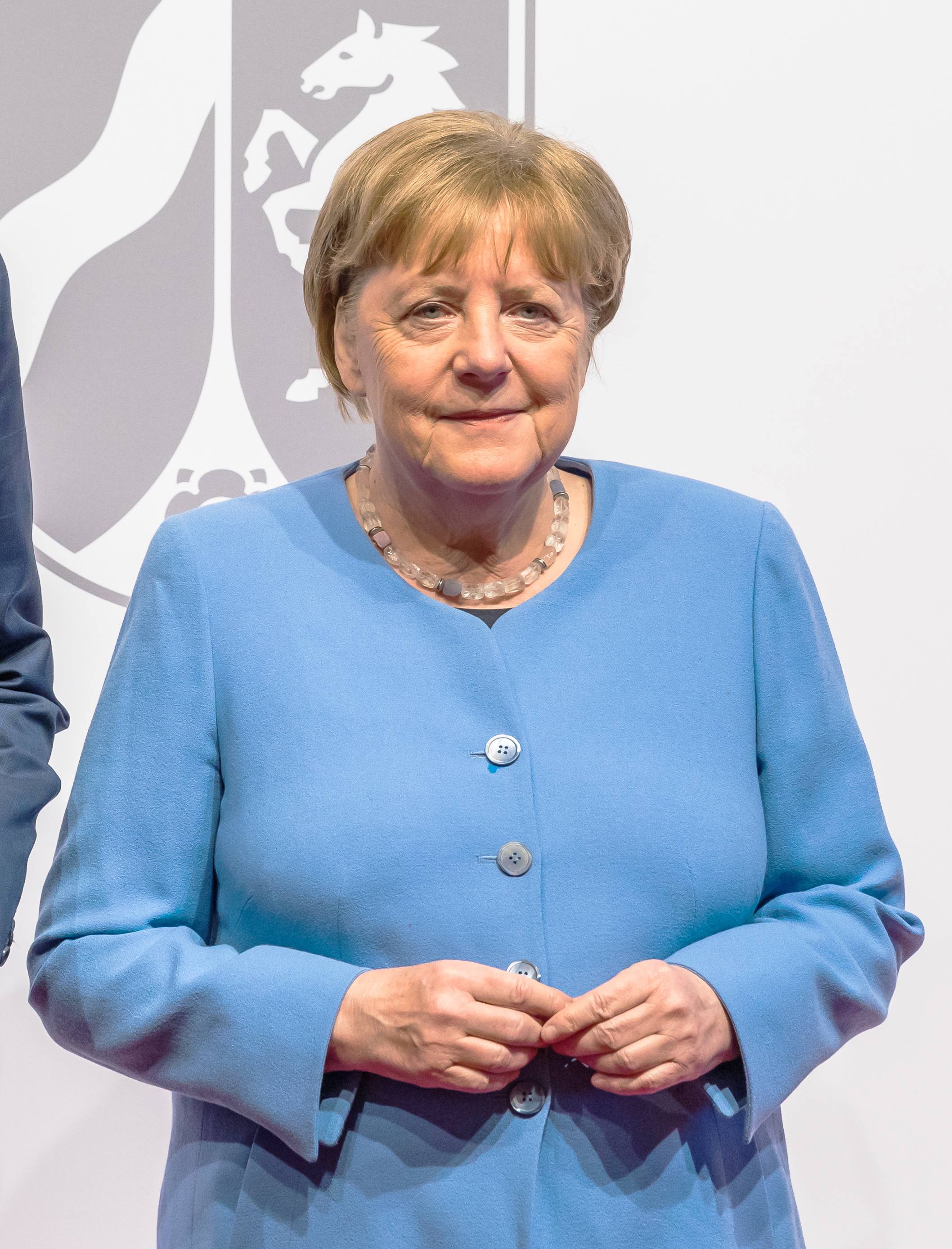
Angela Merkel, désignée 14 fois comme « femme la plus puissante du monde » entre 2006 et 2020.

Chaque année, le magazine Forbes publie le classement des 100 femmes les plus puissantes du monde. 
Commencé en 2004, ce classement est sous la responsabilité de la rédactrice Elizabeth MacDonald et de l'équipe de rédaction de Chana R. Schoeneberg. Il est essentiellement basé sur l'impact politique et économique qu'ont ces personnalités féminines dans les médias aux États-Unis au cours de l'année en cours. C'est pourquoi 58 des 100 femmes considérées comme les plus puissantes du monde sont de nationalité américaine.
Angela Merkel a été désignée « femme la plus puissante du monde » à 14 reprises (depuis 2006 jusqu'en 2020 sauf en 2010) dont 10 années consécutives depuis 2011 (2006-2009 et 2011-2020), Ursula von der Leyen (2022, 2023 et 2024) à trois reprises, Condoleezza Rice (2004 et 2005) à deux reprises, Michelle Obama (2010) et MacKenzie Scott (2021) à une reprise.
La France a été représentée dans le top 5 huit fois depuis 2004, exclusivement par Christine Lagarde, nommée 5 fois deuxième « femme la plus puissante du monde », entre 2019 et 2024.

## Palmarès
| Année | 1re                  | 2e                | 3e                | 4e                      | 5e                |
| ----- | -------------------- | ----------------- | ----------------- | ----------------------- | ----------------- |
| 2004  | Condoleezza Rice     | Wu Yi             | Sonia Gandhi      | Laura Bush              | Hillary Clinton   |
| 2005  | Condoleezza Rice     | Wu Yi             | Ioulia Tymochenko | Gloria Macapagal-Arroyo | Meg Whitman       |
| 2006  | Angela Merkel        | Condoleezza Rice  | Wu Yi             | Indra Nooyi             | Anne Mulcahy      |
| 2007  | Angela Merkel        | Wu Yi             | Ho Ching          | Condoleezza Rice        | Indra Nooyi       |
| 2008  | Angela Merkel        | Sheila Bair       | Indra Nooyi       | Angela Braly            | Cynthia Carroll   |
| 2009  | Angela Merkel        | Sheila Bair       | Indra Nooyi       | Cynthia Carroll         | Ho Ching          |
| 2010  | Michelle Obama       | Irene Rosenfeld   | Oprah Winfrey     | Angela Merkel           | Hillary Clinton   |
| 2011  | Angela Merkel        | Hillary Clinton   | Dilma Rousseff    | Indra Nooyi             | Sheryl Sandberg   |
| 2012  | Angela Merkel        | Hillary Clinton   | Dilma Rousseff    | Melinda Gates           | Jill Abramson     |
| 2013  | Angela Merkel        | Dilma Rousseff    | Melinda Gates     | Michelle Obama          | Hillary Clinton   |
| 2014  | Angela Merkel        | Janet Yellen      | Melinda Gates     | Dilma Rousseff          | Christine Lagarde |
| 2015  | Angela Merkel        | Hillary Clinton   | Melinda Gates     | Janet Yellen            | Mary Barra        |
| 2016  | Angela Merkel        | Hillary Clinton   | Janet Yellen      | Melinda Gates           | Mary Barra        |
| 2017  | Angela Merkel        | Theresa May       | Melinda Gates     | Sheryl Sandberg         | Mary Barra        |
| 2018  | Angela Merkel        | Theresa May       | Christine Lagarde | Mary Barra              | Abigail Johnson   |
| 2019  | Angela Merkel        | Christine Lagarde | Nancy Pelosi      | Ursula von der Leyen    | Mary Barra        |
| 2020  | Angela Merkel        | Christine Lagarde | Kamala Harris     | Ursula von der Leyen    | Melinda Gates     |
| 2021  | MacKenzie Scott      | Kamala Harris     | Christine Lagarde | Mary Barra              | Melinda Gates     |
| 2022  | Ursula von der Leyen | Christine Lagarde | Kamala Harris     | Mary Barra              | Abigail Johnson   |
| 2023  | Ursula von der Leyen | Christine Lagarde | Kamala Harris     | Giorgia Meloni          | Taylor Swift      |
| 2024  | Ursula von der Leyen | Christine Lagarde | Giorgia Meloni    | Claudia Sheinbaum       | Mary Barra        |

## Top 10 par année

### 2024
| Rang            | Nom                  | Pays       | Occupation                                             |
| --------------- | -------------------- | ---------- | ------------------------------------------------------ |
| 1               | Ursula von der Leyen | Allemagne  | Présidente de la Commission européenne                 |
| 2               | Christine Lagarde    | France     | Présidente de la Banque centrale européenne            |
| 3               | Giorgia Meloni       | Italie     | Présidente du Conseil des ministres d'Italie           |
| 4               | Claudia Sheinbaum    | Mexique    | Présidente du Mexique                                  |
| 5               | Mary Barra           | États-Unis | Directrice générale de General Motors                  |
| 6               | Abigail Johnson      | États-Unis | Présidente directrice générale de Fidelity Investments |
| 7               | Julie Sweet          | États-Unis | Présidente directrice générale d'Accenture             |
| 8               | Melinda French Gates | États-Unis | Coprésidente de la fondation Bill-et-Melinda-Gates     |
| 9               | MacKenzie Scott      | États-Unis | Cofondatrice d'Amazon                                  |
| 10              | Jane Fraser          | États-Unis | Présidente directrice générale de Citigroup            |
| Source : Forbes |                      |            |                                                        |

### 2023
| Rang            | Nom                  | Pays       | Occupation                                             |
| --------------- | -------------------- | ---------- | ------------------------------------------------------ |
| 1               | Ursula von der Leyen | Allemagne  | Présidente de la Commission européenne                 |
| 2               | Christine Lagarde    | France     | Présidente de la Banque centrale européenne            |
| 3               | Kamala Harris        | États-Unis | Vice-présidente des États-Unis                         |
| 4               | Giorgia Meloni       | Italie     | Présidente du Conseil des ministres d'Italie           |
| 5               | Taylor Swift         | États-Unis | Autrice-compositrice-interprète                        |
| 6               | Karen S. Lynch (en)  | États-Unis | Présidente directrice générale de CVS Health           |
| 7               | Jane Fraser          | États-Unis | Présidente directrice générale de Citigroup            |
| 8               | Abigail Johnson      | États-Unis | Présidente directrice générale de Fidelity Investments |
| 9               | Mary Barra           | États-Unis | Directrice générale de General Motors                  |
| 10              | Melinda Gates        | États-Unis | Coprésidente de la fondation Bill-et-Melinda-Gates     |
| Source : Forbes |                      |            |                                                        |

### 2022
| Rang            | Nom                  | Pays       | Occupation                                             |
| --------------- | -------------------- | ---------- | ------------------------------------------------------ |
| 1               | Ursula von der Leyen | Allemagne  | Présidente de la Commission européenne                 |
| 2               | Christine Lagarde    | France     | Présidente de la Banque centrale européenne            |
| 3               | Kamala Harris        | États-Unis | Vice-présidente des États-Unis                         |
| 4               | Mary Barra           | États-Unis | Directrice générale de General Motors                  |
| 5               | Abigail Johnson      | États-Unis | Présidente directrice générale de Fidelity Investments |
| 6               | Melinda Gates        | États-Unis | Coprésidente de la fondation Bill-et-Melinda-Gates     |
| 7               | Giorgia Meloni       | Italie     | Présidente du Conseil des ministres d'Italie           |
| 8               | Karen S. Lynch (en)  | États-Unis | Présidente directrice générale de CVS Health           |
| 9               | Julie Sweet          | États-Unis | Présidente directrice générale d'Accenture             |
| 10              | Jane Fraser          | États-Unis | Présidente directrice générale de Citigroup            |
| Source : Forbes |                      |            |                                                        |

### 2021
| Rang            | Nom                  | Pays       | Occupation                                             |
| --------------- | -------------------- | ---------- | ------------------------------------------------------ |
| 1               | MacKenzie Scott      | États-Unis | Philanthrope                                           |
| 2               | Kamala Harris        | États-Unis | Vice-présidente des États-Unis                         |
| 3               | Christine Lagarde    | France     | Présidente de la Banque centrale européenne            |
| 4               | Mary Barra           | États-Unis | Directrice générale de General Motors                  |
| 5               | Melinda Gates        | États-Unis | Coprésidente de la fondation Bill-et-Melinda-Gates     |
| 6               | Abigail Johnson      | États-Unis | Présidente directrice générale de Fidelity Investments |
| 7               | Ana Botín            | Espagne    | Présidente exécutive de Santander                      |
| 8               | Ursula von der Leyen | Allemagne  | Présidente de la Commission européenne                 |
| 9               | Tsai Ing-wen         | Taïwan     | Présidente de la république de Chine                   |
| 10              | Julie Sweet          | États-Unis | Présidente directrice générale d'Accenture             |
| Source : Forbes |                      |            |                                                        |

### 2020
| Rang            | Nom                  | Pays       | Occupation                                         |
| --------------- | -------------------- | ---------- | -------------------------------------------------- |
| 1               | Angela Merkel        | Allemagne  | Chancelière fédérale                               |
| 2               | Christine Lagarde    | France     | Présidente de la Banque centrale européenne        |
| 3               | Kamala Harris        | États-Unis | Vice-présidente des États-Unis                     |
| 4               | Ursula von der Leyen | Allemagne  | Présidente de la Commission européenne             |
| 5               | Melinda Gates        | États-Unis | Coprésidente de la fondation Bill-et-Melinda-Gates |
| 6               | Mary Barra           | États-Unis | Directrice générale de General Motors              |
| 7               | Nancy Pelosi         | États-Unis | Présidente de la Chambre des représentants         |
| 8               | Ana Botín            | Espagne    | Présidente exécutive de Santander                  |
| 9               | Abigail Johnson      | États-Unis | Directrice générale de Fidelity Investments        |
| 10              | Gail Boudreaux       | États-Unis | Directrice générale d'Anthem                       |
| Source : Forbes |                      |            |                                                    |

### 2019
| Rang          | Nom                  | Pays       | Occupation                                         |
| ------------- | -------------------- | ---------- | -------------------------------------------------- |
| 1             | Angela Merkel        | Allemagne  | Chancelière fédérale                               |
| 2             | Christine Lagarde    | France     | Présidente de la Banque centrale européenne        |
| 3             | Nancy Pelosi         | États-Unis | Présidente de la Chambre des représentants         |
| 4             | Ursula von der Leyen | Allemagne  | Présidente de la Commission européenne             |
| 5             | Mary Barra           | États-Unis | Directrice générale de General Motors              |
| 6             | Melinda Gates        | États-Unis | Coprésidente de la fondation Bill-et-Melinda-Gates |
| 7             | Abigail Johnson      | États-Unis | Directrice générale de Fidelity Investments        |
| 8             | Ana Botín            | Espagne    | Présidente exécutive de Santander                  |
| 9             | Ginni Rometty        | États-Unis | Directrice générale d'IBM                          |
| 10            | Marillyn Hewson      | États-Unis | Directrice générale de Lockheed Martin             |
| Source : CNBC |                      |            |                                                    |

### 2018
| Rang            | Nom               | Pays        | Occupation                                           |
| --------------- | ----------------- | ----------- | ---------------------------------------------------- |
| 1               | Angela Merkel     | Allemagne   | Chancelière fédérale allemande                       |
| 2               | Theresa May       | Royaume-Uni | Première ministre britannique                        |
| 3               | Christine Lagarde | France      | Directrice générale du Fonds monétaire international |
| 4               | Mary Barra        | États-Unis  | Directrice générale de General Motors                |
| 5               | Abigail Johnson   | États-Unis  | Directrice générale de Fidelity Investments          |
| 6               | Melinda Gates     | États-Unis  | Coprésidente de la fondation Bill-et-Melinda-Gates   |
| 7               | Susan Wojcicki    | États-Unis  | Directrice générale de YouTube                       |
| 8               | Ana Botín         | Espagne     | Présidente exécutive de Santander                    |
| 9               | Marillyn Hewson   | États-Unis  | Directrice générale de Lockheed Martin               |
| 10              | Ginni Rometty     | États-Unis  | Directrice générale d'IBM                            |
| Source : Forbes |                   |             |                                                      |

Dix-neuf femmes ont fait leurs débuts sur la liste des femmes les plus puissantes du monde de Forbes cette année. Parmi les nouvelles venues notables figurent : 
- Ana Brnabić, Première ministre de Serbie ;
- Serena Williams, superstar du tennis et créatrice de vêtements ;
- Shonda Rhimes, productrice de télévision et animatrice de programmes tels que Grey's Anatomy et Scandal, 74e place ;
- Maggie Wei Wu, directrice financière du groupe Alibaba ;
- Shari Redstone, vice-présidente de ViacomCBS.

Quant à la suite de la liste, la plus jeune personnalité est Taylor Swift (28 ans, 68e place), la plus âgée la reine Élisabeth II (92 ans, 23e place). Sheryl Sandberg (directrice générale de Facebook) occupe la 11e place, Isabelle Kocher (PDG de Engie) occupe la 15e place, Oprah Winfrey (actrice, productrice et animatrice de télévision) occupe la 20e place, Ivanka Trump (fille et conseillère du président Donald Trump) occupe la 24e place, Priyanka Chopra (actrice et productrice) occupe la 94e place.

### 2017
| Rang            | Nom               | Pays        | Occupation                                           |
| --------------- | ----------------- | ----------- | ---------------------------------------------------- |
| 1               | Angela Merkel     | Allemagne   | Chancelière fédérale                                 |
| 2               | Theresa May       | Royaume-Uni | Première ministre                                    |
| 3               | Melinda Gates     | États-Unis  | Coprésidente de la fondation Bill-et-Melinda-Gates   |
| 4               | Sheryl Sandberg   | États-Unis  | Directrice générale de Facebook                      |
| 5               | Mary Barra        | États-Unis  | Directrice générale de General Motors                |
| 6               | Susan Wojcicki    | États-Unis  | Directrice générale de YouTube                       |
| 7               | Abigail Johnson   | États-Unis  | Directrice générale de Fidelity Investments          |
| 8               | Christine Lagarde | France      | Directrice générale du Fonds monétaire international |
| 9               | Ana Botín         | Espagne     | Présidente exécutive de Santander                    |
| 10              | Ginni Rometty     | États-Unis  | Directrice générale d'IBM                            |
| Source : Forbes |                   |             |                                                      |

### 2016
| Rang            | Nom               | Pays       | Occupation                                           |
| --------------- | ----------------- | ---------- | ---------------------------------------------------- |
| 1               | Angela Merkel     | Allemagne  | Chancelière fédérale                                 |
| 2               | Hillary Clinton   | États-Unis | Candidate à l'élection présidentielle                |
| 3               | Janet Yellen      | États-Unis | Présidente de la Réserve fédérale des États-Unis     |
| 4               | Melinda Gates     | États-Unis | Coprésidente de la fondation Bill-et-Melinda-Gates   |
| 5               | Mary Barra        | États-Unis | Directrice générale de General Motors                |
| 6               | Christine Lagarde | France     | Directrice générale du Fonds monétaire international |
| 7               | Sheryl Sandberg   | États-Unis | Directrice générale de Facebook                      |
| 8               | Susan Wojcicki    | États-Unis | Directrice générale de YouTube                       |
| 9               | Meg Whitman       | États-Unis | Directrice générale de Hewlett Packard Enterprise    |
| 10              | Ana Botín         | Espagne    | Présidente exécutive de Santander                    |
| Source : Forbes |                   |            |                                                      |

### 2015
| Rang            | Nom               | Pays       | Occupation                                           |
| --------------- | ----------------- | ---------- | ---------------------------------------------------- |
| 1               | Angela Merkel     | Allemagne  | Chancelière fédérale                                 |
| 2               | Hillary Clinton   | États-Unis | Candidate à l'élection présidentielle                |
| 3               | Melinda Gates     | États-Unis | Coprésidente de la fondation Bill-et-Melinda-Gates   |
| 4               | Janet Yellen      | États-Unis | Présidente de la Réserve fédérale des États-Unis     |
| 5               | Mary Barra        | États-Unis | Directrice générale de General Motors                |
| 6               | Christine Lagarde | France     | Directrice générale du Fonds monétaire international |
| 7               | Dilma Rousseff    | Brésil     | Présidente de la République                          |
| 8               | Sheryl Sandberg   | États-Unis | Directrice générale de Facebook                      |
| 9               | Susan Wojcicki    | États-Unis | Directrice générale de YouTube                       |
| 10              | Michelle Obama    | États-Unis | Première dame des États-Unis                         |
| Source : Forbes |                   |            |                                                      |

### 2014
| Rang            | Nom               | Pays       | Occupation                                           |
| --------------- | ----------------- | ---------- | ---------------------------------------------------- |
| 1               | Angela Merkel     | Allemagne  | Chancelière fédérale                                 |
| 2               | Janet Yellen      | États-Unis | Présidente de la Réserve fédérale des États-Unis     |
| 3               | Melinda Gates     | États-Unis | Coprésidente de la fondation Bill-et-Melinda-Gates   |
| 4               | Dilma Rousseff    | Brésil     | Présidente de la République                          |
| 5               | Christine Lagarde | France     | Directrice générale du Fonds monétaire international |
| 6               | Hillary Clinton   | États-Unis | Ancienne secrétaire d'État                           |
| 7               | Mary Barra        | États-Unis | Directrice générale de General Motors                |
| 8               | Michelle Obama    | États-Unis | Première dame des États-Unis                         |
| 9               | Sheryl Sandberg   | États-Unis | Directrice générale de Facebook                      |
| 10              | Virginia Rometty  | États-Unis | Directrice générale d'IBM                            |
| Source : Forbes |                   |            |                                                      |

### 2013
| Rang                   | Nom               | Pays       | Occupation                                           |
| ---------------------- | ----------------- | ---------- | ---------------------------------------------------- |
| 1                      | Angela Merkel     | Allemagne  | Chancelière fédérale                                 |
| 2                      | Dilma Rousseff    | Brésil     | Présidente de la République                          |
| 3                      | Melinda Gates     | États-Unis | Coprésidente de la fondation Bill-et-Melinda-Gates   |
| 4                      | Michelle Obama    | États-Unis | Première dame des États-Unis                         |
| 5                      | Hillary Clinton   | États-Unis | Ancienne secrétaire d'État                           |
| 6                      | Sheryl Sandberg   | États-Unis | Directrice générale de Facebook                      |
| 7                      | Christine Lagarde | France     | Directrice générale du Fonds monétaire international |
| 8                      | Janet Napolitano  | États-Unis | Secrétaire à la Sécurité intérieure                  |
| 9                      | Sonia Gandhi      | Inde       | Présidente du Congrès national indien                |
| 10                     | Indra Nooyi       | Inde       | PDG du groupe PepsiCo                                |
| Source : The Telegraph |                   |            |                                                      |

Quant à la suite de la liste, la plus jeune personnalité est Lady Gaga (27 ans, 45e), la plus âgée la reine Élisabeth II (87 ans, 40e). Parmi les artistes, la chanteuse Beyoncé occupe la 31e place, l’actrice Angelina Jolie la 37e, devant Sofia Vergara (38e). La chanteuse colombienne Shakira est 52e. Les personnalités de la mode sont aussi présentes, on retrouve la PDG de Burberry Angela Ahrendts (53e), la styliste Miuccia Prada (58e) ou encore la cofondatrice de la marque Zara et philantrophe espagnole Rosalía Mera (66e). Dans le secteur des nouvelles technologies figurent dans ce classement Virginia Rometty (IBM, 12e) Ursula Burns (Xerox, 14e), Meg Whitman (Hewlett-Packard, 15e) et Marissa Mayer (PDG de Yahoo! 32e).

### 2012
| Rang            | Nom               | Pays       | Occupation                                           |
| --------------- | ----------------- | ---------- | ---------------------------------------------------- |
| 1               | Angela Merkel     | Allemagne  | Chancelière fédérale                                 |
| 2               | Hillary Clinton   | États-Unis | Secrétaire d'État                                    |
| 3               | Dilma Rousseff    | Brésil     | Présidente de la République                          |
| 4               | Melinda Gates     | États-Unis | Coprésidente de la fondation Bill-et-Melinda-Gates   |
| 5               | Jill Abramson     | États-Unis | Directrice de la rédaction du New York Times         |
| 6               | Sonia Gandhi      | Inde       | Présidente du Congrès national indien                |
| 7               | Michelle Obama    | États-Unis | Première dame des États-Unis                         |
| 8               | Christine Lagarde | France     | Directrice générale du Fonds monétaire international |
| 9               | Janet Napolitano  | États-Unis | Secrétaire à la Sécurité intérieure                  |
| 10              | Sheryl Sandberg   | États-Unis | Directrice générale de Facebook                      |
| Source : Forbes |                   |            |                                                      |

### 2011
| Rang            | Nom               | Pays       | Occupation                                           |
| --------------- | ----------------- | ---------- | ---------------------------------------------------- |
| 1               | Angela Merkel     | Allemagne  | Chancelière fédérale                                 |
| 2               | Hillary Clinton   | États-Unis | Secrétaire d'État                                    |
| 3               | Dilma Rousseff    | Brésil     | Présidente de la République                          |
| 4               | Indra Nooyi       | États-Unis | Présidente-directrice générale de PepsiCo            |
| 5               | Sheryl Sandberg   | États-Unis | Directrice générale de Facebook                      |
| 6               | Melinda Gates     | États-Unis | Coprésidente de la fondation Bill-et-Melinda-Gates   |
| 7               | Sonia Gandhi      | Inde       | Présidente du Congrès national indien                |
| 8               | Michelle Obama    | États-Unis | Première dame des États-Unis                         |
| 9               | Christine Lagarde | France     | Directrice générale du Fonds monétaire international |
| 10              | Irene Rosenfeld   | États-Unis | Présidente-directrice générale de Kraft Foods        |
| Source : Forbes |                   |            |                                                      |

### 2010
| Rang            | Nom             | Pays       | Occupation                                       |
| --------------- | --------------- | ---------- | ------------------------------------------------ |
| 1               | Michelle Obama  | États-Unis | Première dame des États-Unis                     |
| 2               | Sonia Gandhi    | Inde       | Présidente du Congrès national indien            |
| 3               | Oprah Winfrey   | États-Unis | Actrice, productrice et animatrice de télévision |
| 4               | Angela Merkel   | Allemagne  | Chancelière fédérale                             |
| 5               | Hillary Clinton | États-Unis | Secrétaire d'État des États-Unis                 |
| 6               | Indra Nooyi     | États-Unis | Présidente-directrice générale de PepsiCo        |
| 7               | Lady Gaga       | États-Unis | Chanteuse                                        |
| 8               | Gail Kelly      | Australie  | Présidente-directrice générale de Westpac        |
| 9               | Beyonce Knowles | États-Unis | Chanteuse                                        |
| 10              | Ellen DeGeneres | États-Unis | Actrice, animatrice                              |
| Source : Forbes |                 |            |                                                  |

### 2009
| Rang            | Nom              | Pays        | Occupation                                             |
| --------------- | ---------------- | ----------- | ------------------------------------------------------ |
| 1               | Angela Merkel    | Allemagne   | Chancelière fédérale                                   |
| 2               | Sheila Bair      | États-Unis  | Présidente de la Federal Deposit Insurance Corporation |
| 3               | Indra Nooyi      | États-Unis  | Présidente-directrice générale de PepsiCo              |
| 4               | Cynthia Carroll  | Royaume-Uni | Directrice générale d'Anglo American                   |
| 5               | Ho Ching         | Singapour   | Directrice générale de Temasek Holdings                |
| 6               | Irene Rosenfeld  | États-Unis  | Présidente-directrice générale de Kraft Foods          |
| 7               | Ellen J. Kullman | États-Unis  | Vice-présidente exécutive de DuPont                    |
| 8               | Angela Braly     | États-Unis  | Présidente-directrice générale de WellPoint            |
| 9               | Anne Lauvergeon  | France      | Présidente du directoire d'Areva                       |
| 10              | Lynn Elsenhans   | États-Unis  | Directrice générale et présidente de Sunoco            |
| Source : Forbes |                  |             |                                                        |

### 2008
| Rang            | Nom              | Pays        | Occupation                                             |
| --------------- | ---------------- | ----------- | ------------------------------------------------------ |
| 1               | Angela Merkel    | Allemagne   | Chancelière fédérale                                   |
| 2               | Sheila Bair      | États-Unis  | Présidente de la Federal Deposit Insurance Corporation |
| 3               | Indra Nooyi      | États-Unis  | Présidente-directrice générale de PepsiCo              |
| 4               | Angela Braly     | États-Unis  | Présidente-directrice générale de WellPoint            |
| 5               | Cynthia Carroll  | Royaume-Uni | Directrice générale d'Anglo American                   |
| 6               | Irene Rosenfeld  | États-Unis  | Présidente-directrice générale de Kraft Foods          |
| 7               | Condoleezza Rice | États-Unis  | Secrétaire d'État                                      |
| 8               | Ho Ching         | Singapour   | Directrice générale de Temasek Holdings                |
| 9               | Anne Lauvergeon  | France      | Présidente du directoire d'Areva                       |
| 10              | Anne Mulcahy     | États-Unis  | Présidente-directrice générale de Xerox                |
| Source : Forbes |                  |             |                                                        |

### 2007
| Rang            | Nom              | Pays        | Occupation                                      |
| --------------- | ---------------- | ----------- | ----------------------------------------------- |
| 1               | Angela Merkel    | Allemagne   | Chancelière fédérale                            |
| 2               | Wu Yi            | Chine       | Vice-Première ministre                          |
| 3               | Ho Ching         | Singapour   | Chef de l'exécutif de Temasek Holdings          |
| 4               | Condoleezza Rice | États-Unis  | Secrétaire d'État                               |
| 5               | Indra Nooyi      | États-Unis  | Présidente et chef de l'exécutif de PepsiCo     |
| 6               | Sonia Gandhi     | Inde        | Présidente du Parti du Congrès                  |
| 7               | Cynthia Carroll  | Royaume-Uni | Chef de l'exécutif d'Anglo American             |
| 8               | Patricia Woertz  | États-Unis  | Présidente de Archer Daniels Midland            |
| 9               | Irene Rosenfeld  | États-Unis  | Présidente et chef de l'exécutif de Kraft Foods |
| 10              | Patricia Russo   | États-Unis  | Chef de l'exécutif d'Alcatel-Lucent             |
| Source : Forbes |                  |             |                                                 |

### 2006
| Rang            | Nom              | Pays       | Occupation                                                                           |
| --------------- | ---------------- | ---------- | ------------------------------------------------------------------------------------ |
| 1               | Angela Merkel    | Allemagne  | Chancelière fédérale                                                                 |
| 2               | Condoleezza Rice | États-Unis | Secrétaire d'État                                                                    |
| 3               | Wu Yi            | Chine      | Vice-Première ministre                                                               |
| 4               | Indra Nooyi      | États-Unis | Présidente et chef de l'exécutif de PepsiCo                                          |
| 5               | Anne Mulcahy     | États-Unis | Présidente et chef de l'exécutif de Xerox                                            |
| 6               | Sallie Krawcheck | États-Unis | Directrice de la division Global Wealth & Investment Management à la Bank of America |
| 7               | Patricia Woertz  | États-Unis | Présidente de Archer Daniels Midland                                                 |
| 8               | Anne Lauvergeon  | France     | Chef de l'exécutif d'Areva                                                           |
| 9               | Brenda Barnes    | États-Unis | Présidente et chef de l'exécutif de Sara Lee Corporation                             |
| 10              | Zoe Cruz         | États-Unis | Coprésidente de Morgan Stanley                                                       |
| Source : Forbes |                  |            |                                                                                      |

### 2005
| Rang            | Nom                     | Pays        | Occupation                                                                           |
| --------------- | ----------------------- | ----------- | ------------------------------------------------------------------------------------ |
| 1               | Condoleezza Rice        | États-Unis  | Secrétaire d'État                                                                    |
| 2               | Wu Yi                   | Chine       | Vice-Première ministre                                                               |
| 3               | Ioulia Tymochenko       | Ukraine     | Première ministre                                                                    |
| 4               | Gloria Macapagal-Arroyo | Philippines | Présidente de la République                                                          |
| 5               | Meg Whitman             | États-Unis  | Présidente-directrice générale d'eBay                                                |
| 6               | Anne Mulcahy            | États-Unis  | Présidente-directrice générale de Xerox                                              |
| 7               | Sallie Krawcheck        | États-Unis  | Directrice de la division Global Wealth & Investment Management à la Bank of America |
| 8               | Brenda Barnes           | États-Unis  | Présidente et chef de l'exécutif de Sara Lee Corporation                             |
| 9               | Oprah Winfrey           | États-Unis  | Actrice, productrice et animatrice de télévision                                     |
| 10              | Melinda Gates           | États-Unis  | Coprésidente de la fondation Bill-et-Melinda-Gates                                   |
| Source : Forbes |                         |             |                                                                                      |

### 2004
| Rang            | Nom                     | Pays        | Occupation                                        |
| --------------- | ----------------------- | ----------- | ------------------------------------------------- |
| 1               | Condoleezza Rice        | États-Unis  | Secrétaire d'État                                 |
| 2               | Wu Yi                   | Chine       | Vice-Première ministre                            |
| 3               | Sonia Gandhi            | Inde        | Présidente du Congrès national indien             |
| 4               | Laura Bush              | États-Unis  | Première dame                                     |
| 5               | Hillary Clinton         | États-Unis  | Sénatrice démocrate de l'État de New-York         |
| 6               | Sandra Day O'Connor     | États-Unis  | Juge à la Cour suprême                            |
| 7               | Ruth Bader Ginsburg     | États-Unis  | Juge à la Cour suprême                            |
| 8               | Megawati Sukarnoputri   | Indonésie   | Présidente de la République                       |
| 9               | Gloria Macapagal-Arroyo | Philippines | Présidente de la République                       |
| 10              | Carly Fiorina           | États-Unis  | Présidente-directrice générale de Hewlett-Packard |
| Source : Forbes |                         |             |                                                   |